# Mangora punctipes
Mangora punctipes là một loài nhện trong họ Araneidae.
Loài này thuộc chi Mangora. Mangora punctipes được Władysław Taczanowski miêu tả năm 1878.